# کنترل ذهنی ویلچر
یک مجموعه کنترل ذهنی صندلی چرخدار است که یک ذهن-دستگاه واسط است که با استفاده از فکر (پالس‌های عصبی) با فرمان موتوری چرخدار را به حرکت درمی‌آورد. توسط Diwakar Vaishرئیس رباتیک و تحقیقات در یک مجموعه آموزشی و موسسات پژوهشی طراحی شده‌است. این دستگاه برای اولین بار در جهان در تولید کنترل ذهنی صندلی چرخدار را انجام داده است. صندلی چرخدار از اهمیت زیادی برای بیماران مبتلا به قفل شدگی در Syndrone است که در آن یک بیمار آگاه است اما نمی‌تواند حرکت کند و برقراری ارتباط شفاهی با توجه به فلج کامل میسر نیست. همچنین می‌تواند در مورد دیستروفی عضلانییک مورد استفاده قرار گیرد؛ بیماری که باعث ضعف سیستم عضلانی اسکلتی و مانع نقل و انتقال (راه رفتن یا در حال حرکت) می‌شود. قیمت صندلی چرخدار در حدود $ 3000 دلار (3,00,000 INR) است.

## توضیحات

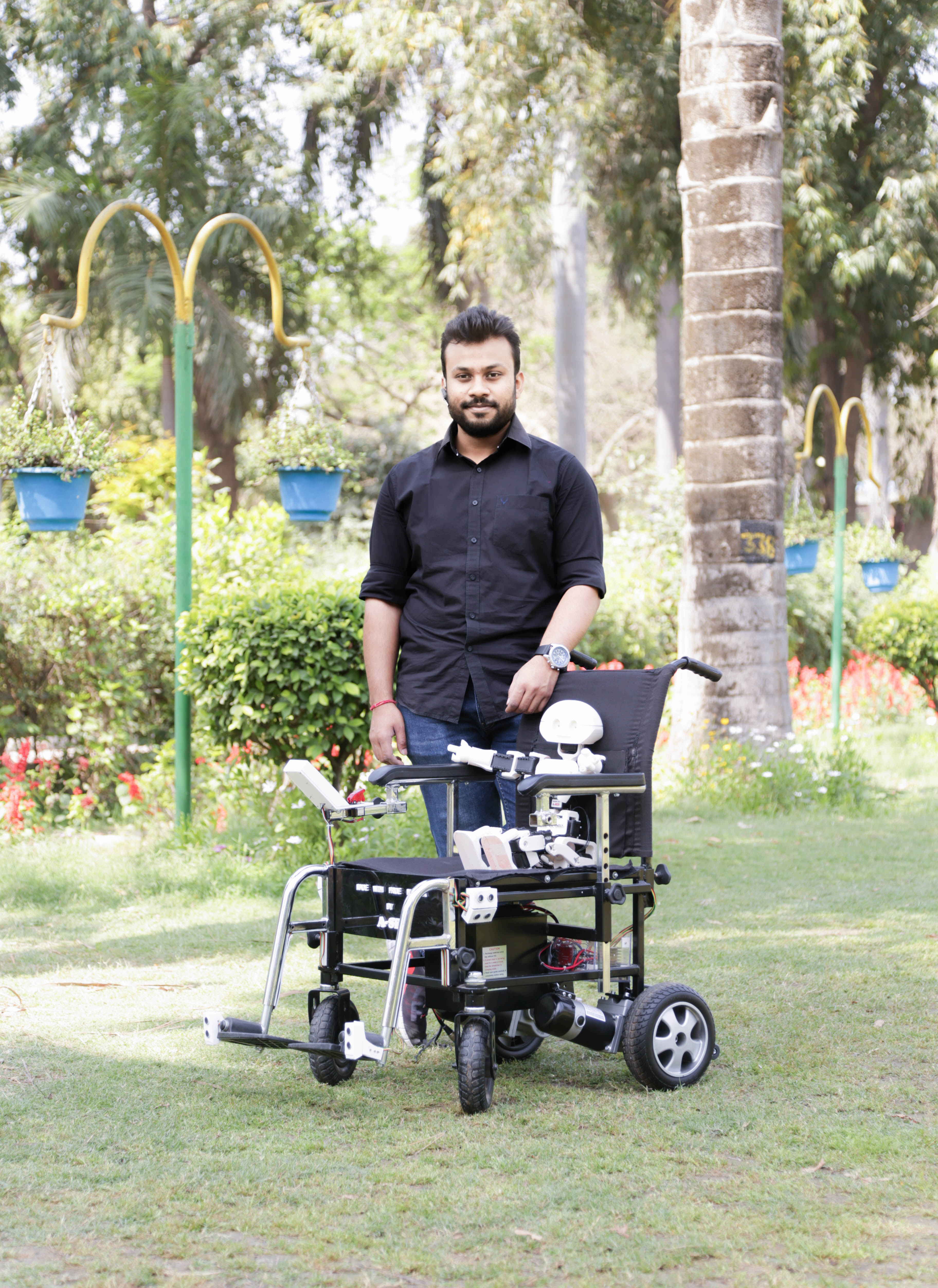
Diwakar Vaish مخترع صندلی چرخدار در مراسم مطبوعات

### عملیات
عملکرد صندلی چرخدار با استفاده از یک رابط مغز -کامپیوتر و یک الکتروآنسفالوگرام (EEG) است که به توسط رابط تشخیص تکانه‌های عصبی پیشانی در کاربر انجام می‌گیرد که با رسیدن به پوست اجازه می‌دهد میکرو کنترلر برای تشخیص فکر کاربر بکار می‌روند. برای کار کردن ویلچر، کاربر به مسیر مورد نظر فکر می‌کند سپس پردازش می‌شود و مسیر مورد نظر در میکروپروسسور تشخیص داده می‌شود و ویلچر شروع به حرکت می‌کند.

### قابلیت
صندلی چرخدار استاندارد با بسیاری از انواع مختلف سنسورمثل سنسور دمابا سنسور صدا و آرایه‌ای از فاصله سنسور تهیه شده‌است که تشخیص هر گونه ناهمواری در سطح صندلی به صورت خودکار، اجتناب از بالا رفتن از پله‌ها و سطح شیب دار بر روی صندلی چرخدار نیز دارای سوئیچ ایمنی است. در مورد یک خطر برای توقف اضطراری، کاربر به سادگی بستن چشمان خود به سرعت عمل است که شبیه به یک رفلکس قرنیه در یک وضعیت خطرناک است.